# Three Sisters (Alexander-I.-Insel)
Die Three Sisters (englisch für Drei Schwestern) sind eine Gebirgsgruppe aus drei Bergen auf der Alexander-I.-Insel westlich der Antarktischen Halbinsel. Sie ragen etwa 13 km südsüdwestlich des Fossil Bluff am westlichen Ende des Kuiper Scarp auf. 
Sie dienten Piloten des British Antarctic Survey als Orientierungspunkt für den Landeanflug zur Piste am Fossil Bluff. Das UK Antarctic Place-Names Committee benannte sie 2005.